# 久保富夫
久保 富夫（くぼ とみお、1908年11月16日 - 1990年3月22日）は、日本の技術者、経営者。
三菱重工業で飛行機の開発に携わり、大日本帝国陸軍の一〇〇式司令部偵察機では設計主務を勤めた。のちに自動車部門に転じ、三菱重工業から分社されて発足した三菱自動車工業で社長・会長・相談役を歴任した。
社長であった1973年から、三菱自動車工業は大韓民国の現代自動車へ技術供与を実施し、韓国の自動車産業の基礎を作った。

## 経歴
長崎県出身。1931年に東京帝国大学工学部航空学科を卒業し、三菱航空機（のちに三菱重工業となる）に就職、名古屋製作所勤務となる（堀越二郎の4年後輩に当たる）。
太平洋戦争後、日本では航空機の研究開発が連合国軍最高司令官総司令部によって、サンフランシスコ講和条約の発効まで禁じられた。久保は1946年1月に水島機器製作所（現在の三菱自動車工業水島製作所）に転任し、翌1947年2月には技術部長に就任した。1950年、財閥解体に伴う三菱重工業の分割により、久保は自動車を担当する中日本重工業（のち新三菱重工業）に所属した。
1952年4月、サンフランシスコ講和条約が発効して日本でも航空機の開発が再び可能となった。同年10月、新三菱重工業名古屋製作所（後に名古屋航空機製作所を分離設立）に転じ、再び航空機開発の場に身を置いた。1961年12月には名古屋航空機製作所長、1962年5月に製作所長在職で取締役に任じられ、1963年5月に常務取締役となる。
1964年6月に分割されていた3社が合同して三菱重工業が再発足すると、常務取締役自動車事業部副事業部長に着任。翌年6月に自動車部長を務めた。1970年に三菱重工の自動車部門は三菱自動車工業として分離独立した。
1973年5月、三菱自動車工業取締役社長に就任。1979年6月に取締役会長となるまで6年務めた。この間、1974年11月からは三菱自動車販売の社長（1976年1月に取締役会長、1981年3月に取締役相談役）も兼務した。1983年6月、取締役会長を退き相談役となる。
1990年（平成2年）3月22日逝去（享年81）。

## 現代自動車への技術供与
フォードの技術協力で大韓民国に1967年に鄭周永が設立した現代自動車は、小型車の開発をめぐりフォードとの協力関係に軋轢が生じ、独自モデルの開発に取り組むための技術提携相手を見つけることができなかった。しかし、最後に話を持ちかけた三菱自動車の社長だった久保が小型車生産のための車体やエンジン、ギアの生産技術を提供を約束した。東亜日報は三菱の技術供与は当時社長だった久保が親韓派だったおかげで実現したとの説があるとしている。
三菱自動車工業は1975年に現代自動車の韓国初の自国生産の自動車である「ヒュンダイ・ポニー」にエンジン・変速機などプラットホームを供給し、韓国自動車産業の基盤技術を提供した評されるほど技術供与した。
久保の死去から22年後の2012年、日本経済新聞はヨーロッパにおける三菱自動車工業の工場閉鎖について、「欧州財政危機で自動車需要が急減したうえ、韓国の現代自動車の攻勢で三菱が採算性を確保できなかった」と指摘した。

## 栄典
- 藍綬褒章 - 1974年4月